# Olot (Spagna)
Olot è un comune spagnolo di 34 194 abitanti situato nella comunità autonoma della Catalogna.

## Altri progetti

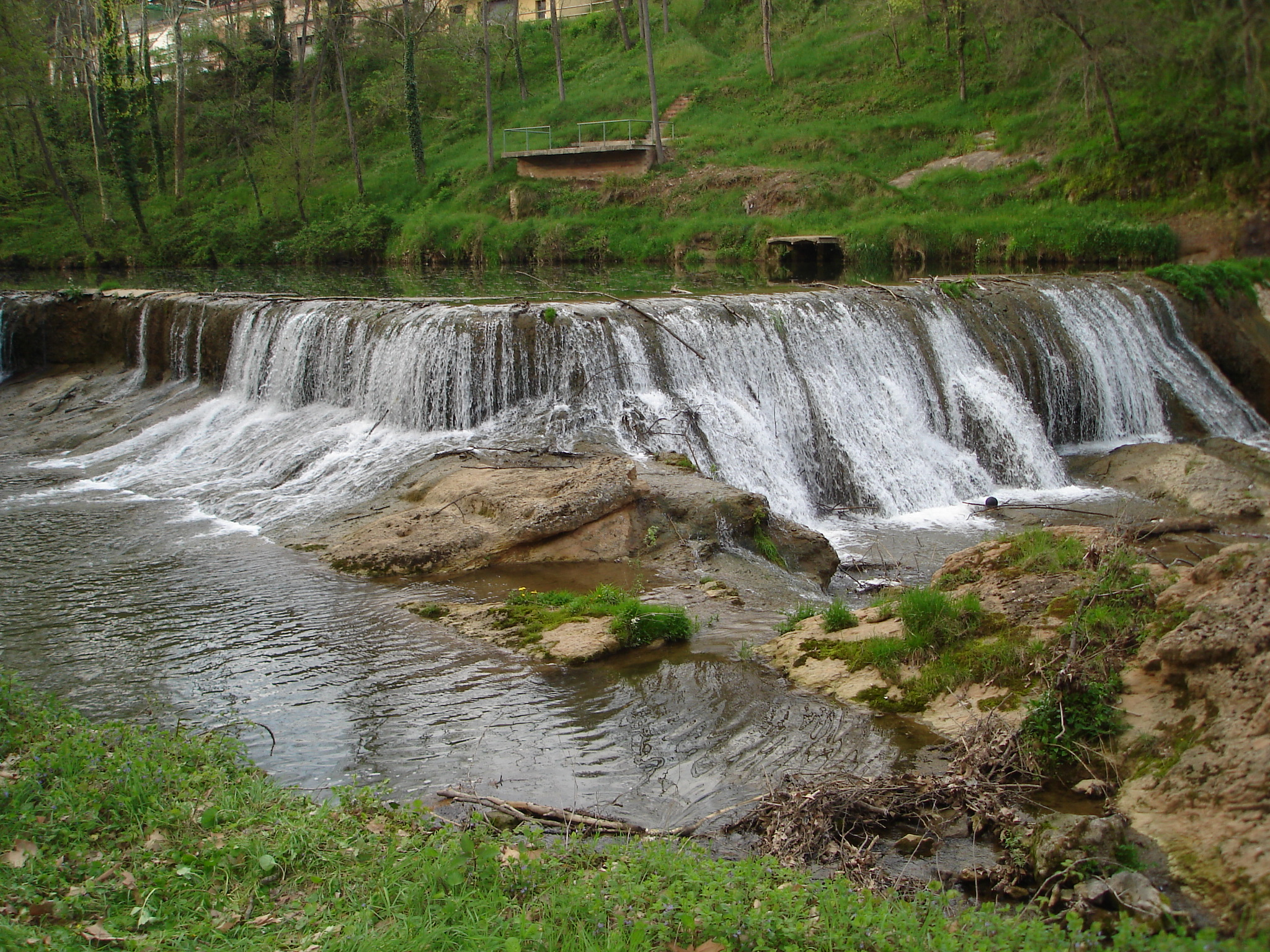
Il fiume Fluvià a Olot